# 第勒尼安海

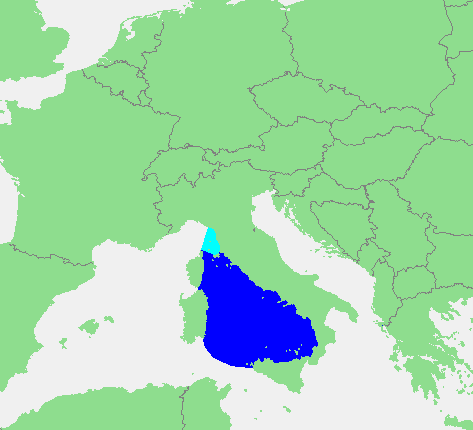
第勒尼安海地圖。

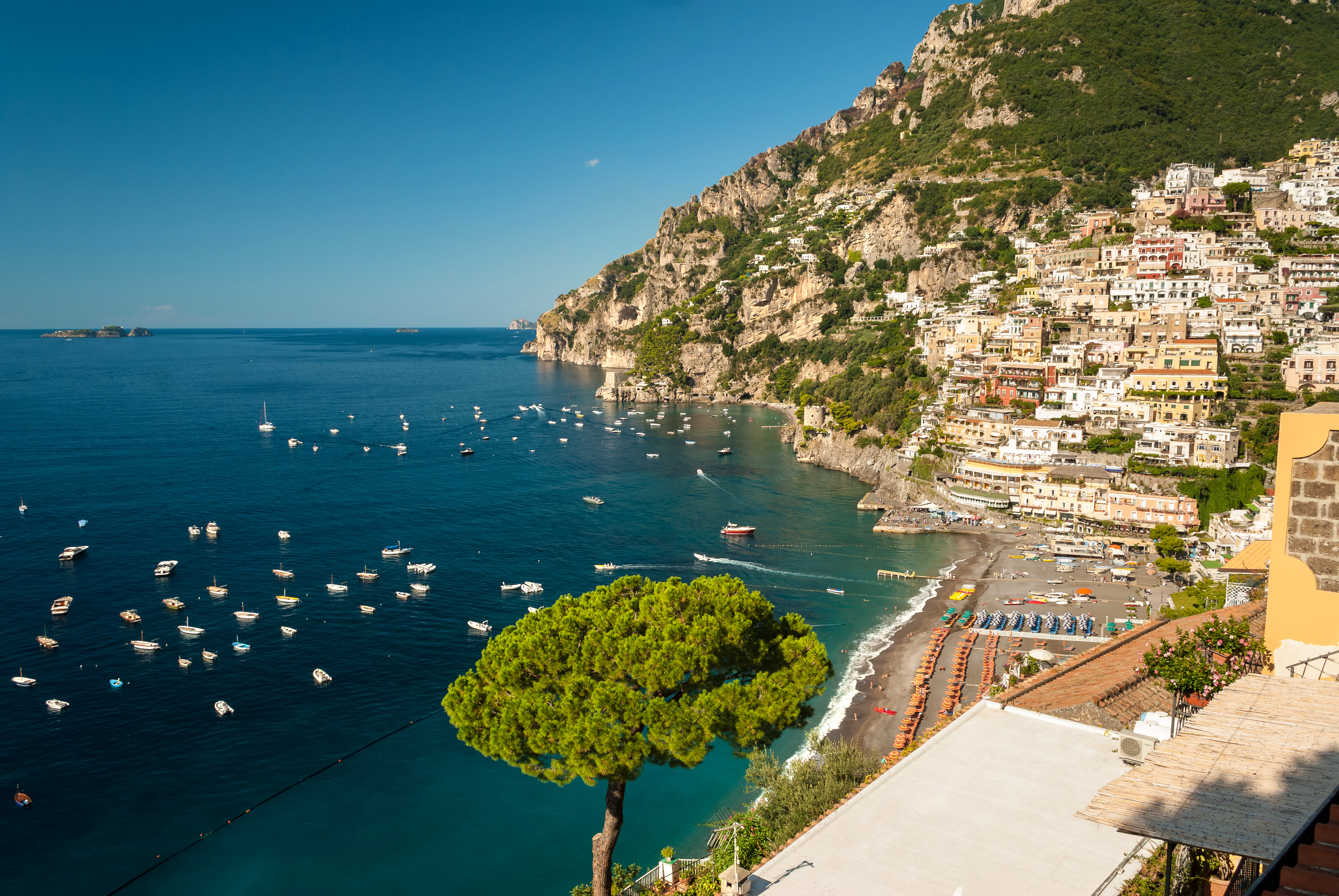
波西塔諾

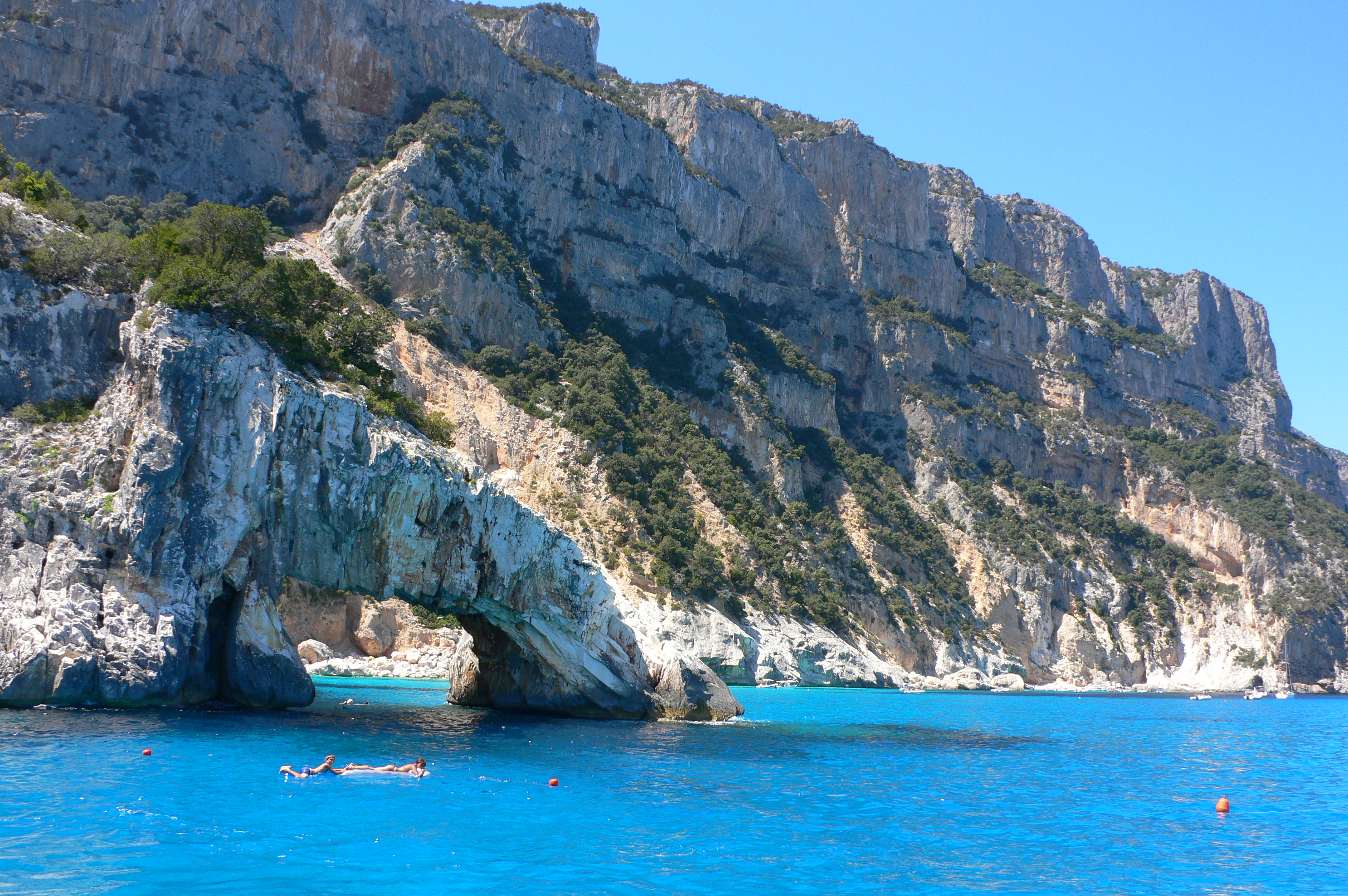
戈洛里茨灣

第勒尼安海，或译提雷尼亞海（義大利語：Mar Tirreno）是地中海的一部分，位於意大利半島西面。海域被意大利的薩丁島、西西里島、利古里亞、托斯卡納、拉齐奥、坎帕尼亞、卡拉布里亞及法國的科西嘉島包圍著。

## 名字由來
第勒尼安海的名字是來自意大利的原住民族埃特魯斯坎（Etruscans），傳說中這個民族在他們的王子Tyrrhenus帶領下由呂底亞遷移到今天托斯卡納一帶。

## 地理
由於第勒尼安海位於歐非斷層線附近，因此海底下有山脈及火山，海底最深處達3785米。

## 出入口
- 墨西拿海峽──位於西西里島與意大利靴形半島的腳趾之間，寬度只有3公里。
- 科西嘉海峽──位於科西嘉島與意大利托斯卡納之間，寬80公里。
- 博尼法喬海峽──位於科西嘉島與薩丁島之間，寬11公里。
- 西西里海峽──位於西西里島與突尼西亞之間，寬160公里。
- 薩丁島與突尼西亞之間的地中海海域，寬200公里。

## 島嶼
- 托斯卡納對出的托斯卡納群島（L'arcipelago toscano）
  - Capraia
  - Pianosa
  - Giannutri
  - 基度山（Monte Cristo）
  - 吉廖島（Isola del Giglio）
  - 厄尔巴岛（Elba）

- 拉丁姆對出的庞廷群岛（L'arcipelago pontino）
  - Ponza
  - Palmarola
  - Gavi
  - Zannone
  - Ventotene
  - Santo Stefano

- 西西里米拉佐（Milazzo）對出的伊奧利亞群島（Aeolian Islands, Isole Eolie）
  - 斯特龍博利島（Stromboli）
  - 阿利庫迪島（Alicudi）
  - 菲里庫迪島（Filicudi）
  - 巴西盧佐島（Basiluzzo）
  - 利帕里島（Lipari）
  - 薩利納島（Salina）
  - 武爾卡諾島（Vulcano）
  - 帕納雷阿島（Panarea）

- 西西里特拉帕尼（Trapani）對出的埃加迪群島（Isloe Egadi）
  - 萊萬佐島（Levanzo）
  - 法維尼亞納島（Favignana）
  - 馬雷蒂莫島（Marettimo）

- 那不勒斯灣的島嶼
  - 卡普里島（Capri）
  - 普羅奇達（Procida）
  - 伊斯基亞島（Ischia）